# Brockway (Wisconsin)
Brockway es un pueblo ubicado en el condado de Jackson en el estado estadounidense de Wisconsin. En el Censo de 2010 tenía una población de 2.828 habitantes y una densidad poblacional de 22,87 personas por km².

## Geografía
Según la Oficina del Censo de los Estados Unidos, Brockway tiene una superficie total de 123.66 km², de la cual 121.77 km² corresponden a tierra firme y (1.52%) 1.89 km² es agua.

## Demografía
Según el censo de 2010, había 2.828 personas residiendo en Brockway. La densidad de población era de 22,87 hab./km². De los 2.828 habitantes, Brockway estaba compuesto por el 66.97% blancos, el 11.49% eran afroamericanos, el 19.41% eran amerindios, el 0.11% eran asiáticos, el 0.32% eran isleños del Pacífico, el 0.18% eran de otras razas y el 1.52% pertenecían a dos o más razas. Del total de la población el 4.46% eran hispanos o latinos de cualquier raza.